# Hylobates klossii
Hylobates klossii là một loài động vật có vú trong họ Hylobatidae, bộ Linh trưởng. Loài này được Miller mô tả năm 1903.

## Hình ảnh